# Делфин (къмпинг)
„Делфин“ е къмпинг, разположен край морския бряг в южната част на българското черноморско крайбрежие, област Бургас, община Царево.
Къмпинг „Делфин“ (в кадастралната карта на България: поземлени имоти с кадастрални идентификатори 10094.36.146 и 10094.36.147) и морският плаж „Къмпинг Делфин“ – с дължина 400 – 500 m (поземлени имоти с кадастрални идентификатори 10094.36.4 и 10094.36.5) се намират в югоизточната част на землището на село Варвара (по данни към 12 ноември 2022 г.). Къмпингът е разположен непосредствено до землищната граница на намиращия се на юг град Ахтопол. По данните в топографската карта на района, на това място той се е намирал и преди 1980 г.
Плажът е със ситен пясък, крайбрежното морско дъно е плитководно.
Природата съчетава широка плажна ивица, красиви скали и хълм с иглолистна гора.
Къмпингът предлага двадесет бунгала, десет от които със собствен санитарен възел, както и възможности за палатки и каравани.